# 一木車站
一木站（日语：／ Hitotsugi eki */?）是一個位於愛知縣刈谷市一木町五丁目，屬於名古屋鐵道名古屋本線的鐵路車站。車站編號為NH20。

## 車站構造
對應6節編組的對向式月台2面2線的地面車站。車站集中管理系統適用站。月台全體位於半徑600m（制限100km/h）的曲線上，因此1號月台設有乘務員支援與監視器。

### 月台配置
| 月台 | 路線       | 方向 | 目的地                     |
| ---- | ---------- | ---- | -------------------------- |
| 1    | 名古屋本線 | 下行 | 名古屋、犬山、津島方向     |
| 2    | 名古屋本線 | 上行 | 東岡崎、豐橋、豐川稻荷方向 |

### 配線圖
| ← 東岡崎、 豐橋方向 | 一木站 構內配線略圖 | → 神宮前、 名古屋方向 |
| 图例 参考文献：     |                     |                       |

## 相鄰車站
名古屋鐵道
 名古屋本線
□快速特急、■特急、■急行、■準急
通過
■普通
知立（NH19）－一木（NH20）－富士松（NH21）

## 外部連結
- 一木 - 名古屋鐵道